# Apparitions mariales de Betania
Les apparitions mariales de Betania, ou de la « Vierge Marie et Mère, Réconciliatrice de tous les Peuples et Nations », est le nom sous lequel les catholiques vénèrent Marie à la suite des apparitions qu'aurait eues Maria Esperanza Medrano de Bianchini, de 1976 à 1984, à la Finca Betania, près de la ville de Cúa (Venezuela).
Ces apparitions commencent à être diffusées à partir de 1984 où plus d'une centaine de personnes affirment avoir vu, en même temps que la voyante, la Mère de Dieu. À partir de cette date, le diocèse et l'évêque du lieu se saisissent de l'affaire et ouvrent une enquête canonique qui va être menée par l'évêque en personne. Après un délai très court de trois années, l'évêque de Los Teques, Pio Bello Ricardo, proclame officiellement, le 21 novembre 1987, la reconnaissance canonique des apparitions.
En 1989 un petit sanctuaire est mis en construction, et accueille très vite des pèlerins venus du monde entier. Une fondation est également créée par la voyante et sa famille pour mener des actions apostoliques et caritatives au profit des plus pauvres.
En 2010, le procès en béatification de la voyante est ouvert par l’Église.

## Historique

### Le contexte
Dans l'État de Miranda au Venezuela, près de la ville de Cúa, chef-lieu de la municipalité d'Urdaneta (à une dizaine de kilomètres au sud de la ville), se trouve la ferme de « Finca Betania », à environ 65 km de Caracas,.
Maria Esperanza Medrano de Bianchini est née le 22 novembre 1928 à Barrancas del Orinoco au Venezuela. Après un essai de vie religieuse, elle se marie en 1956 avec Geo Bianchini Gianni,. Le couple achète un domaine agricole au Sud de la ville de Cúa au Venezuela, où ils s'installent. Le terrain possède une colline couverte d'une végétation luxuriante avec une source et une petite grotte.

### Premières apparitions

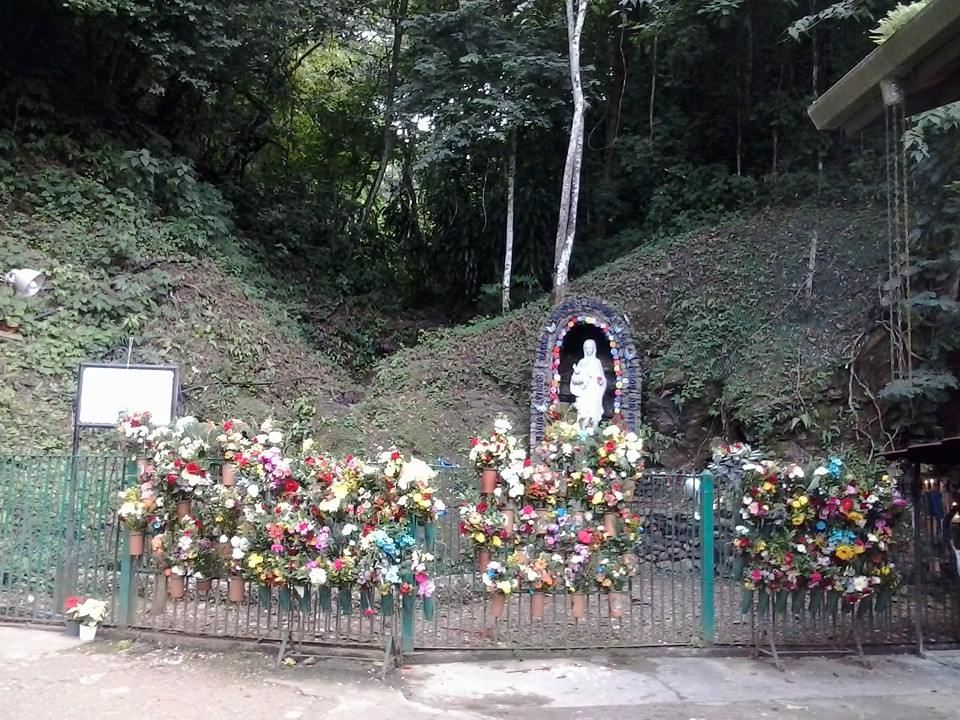
Le lieu de la première apparition, aujourd'hui.

C'est dans sa propriété, le 25 mars 1976, que Maria Esperanza, aurait eu sa première apparition mariale. Celle-ci s'est déroulée près d'une source, au-dessus de la grotte présente sur la colline. La Vierge se serait présentée sous le titre de « la Réconciliatrice de tous les Peuples ». Lors de cette apparition, la Vierge lui aurait dit : « Ma fille, je vous ai donné mon cœur, je vous le donne et vous le donnerai toujours. Je suis votre refuge ». 
La voyante décrit la Vierge comme étant « rayonnante de lumière ».
Une nouvelle apparition a lieu le 25 mars 1977 puis l'année suivante le 25 mars 1978 mais cette fois ci, une quinzaine de personnes qui accompagnent la voyante déclarent « voir la Vierge » elles aussi,,.

### Autres apparitions
Le 25 mars 1984, après la messe de l'Annonciation, les fidèles se regroupent et discutent quand soudain « la Vierge leur apparait » au-dessus de la cascade. À six reprises, des personnes vont déclarer voir la Vierge, durant un temps variable de cinq à dix minutes, et pour plusieurs dizaines de témoins. « L'apparition sera vue » une septième fois, sur une période plus longue, une demi-heure. Il n'y aura ni transe, ni extase dans le public. La population présente des « voyants » est très diverse sociologiquement. L'enquête de l’Église dénombre des jeunes, des pauvres, des militaires, des policiers, des psychologues et psychiatres, des ingénieurs et des juristes. Selon l'évêque qui a mené l'enquête, le nombre de « voyants » serait entre cinq cent et mille personnes. La description de la Vierge varie selon les témoins. Certains la décrivent comme Notre-Dame de Lourdes ou de Notre-Dame de la Médaille-miraculeuse, d'autres comme Notre-Dame des Douleurs ou Notre-Dame du Mont-Carmel, voir Marie Auxiliatrice,.
L’apparition demande à la voyante qu'une église dédiée à « Notre-Dame Réconciliatrice de tous les Peuples » soit construite.
D'autres apparitions se produisent à différentes dates, surtout les samedis, dimanches et jours de fête. À partir de 1984, le « lieu des apparitions » devient un lieu de pèlerinage où les pèlerins accourent de plus en plus nombreux. Yves Chiron rapporte qu'au total se seraient pas moins de 15 000 personnes qui auraient déclaré avoir vu la Vierge jusqu'en 1988. Si le nombre des apparitions publiques culmine en 1984, au cours de l'année 1988, les apparitions sont « moins nombreuses » et touchent moins de personnes. Certains des « voyants déclarés » affirment avoir reçu « des messages ou des conseils » de la Vierge. 
D'après divers témoins, « la Vierge apparaît soudainement, rayonnante de lumière, accompagnée la plupart du temps d'un parfum fort mais exquis de roses ainsi que d'autres phénomènes mystiques tels que des sons célestes de chants de chorale "invisible" ». Certains témoins indiquent avoir observé durant telle ou telle apparition, des phénomènes lumineux ou solaires,,.

### Enquête canonique
L'apparition de mars 1984 provoque une forte émotion et une grande diffusion des phénomènes se déroulant dans cette petite ferme. Les services de l'évêché sont notifiés de nombreux témoignages, et l'évêché se saisit de l'enquête. L'évêque du lieu, Pio Bello Ricardo, ne disposant pas de prêtres suffisamment formés et compétents dans son diocèse, va faire l’enquête lui-même, sans former de commission. Il est jésuite, et il a reçu une solide formation théologique à la faculté d’Oña (Burgos, Espagne),.
Au cours de son enquête, l'évêque interroge 492 personnes et constitue un dossier de 283 déclarations écrites. Parmi ces déclaration, 108 personnes attesteront par écrit avoir « vu la Vierge Marie » lors de l'une des apparitions. L'enquête canonique menée par l'évêque a relevé des « fruits apostoliques » : des conversions et des guérisons. Néanmoins, avant de donner son avis, il consulte le pape (à l'époque Jean-Paul II),.
Au cours de l'enquête, plusieurs « miracles » attribués à la Vierge de Betania sont examinés par des commissions médicales. Trois seront reconnus par l’Église. Ces miracles ont eu lieu dans les années 1980,,.
Le délai très court entre le début de l'enquête canonique et la déclaration de l'évêque fait dire à René Laurentin que ces apparitions sont un cas unique dans l’Église : aucune autre apparition mariale n'ayant fait l'objet d'une telle célérité de traitement depuis le milieu du XXe siècle.

## Postérité et influence

### Reconnaissance
Le 21 novembre 1987, après plus de 3 ans d'enquête, Pio Bello Ricardo, évêque de Los Teques déclare que « les apparitions sont authentiques et de nature surnaturelle ». Il écrit : « Je déclare qu’à mon jugement lesdites apparitions sont authentiques et ont un caractère surnaturel. J’approuve donc officiellement que le lieu où elles se sont produites soit considéré comme sacré. Qu’il devienne un but de pèlerinage et un lieu de prière, réflexion et culte, et qu’on y célèbre les actes liturgiques [...] »,,,. 
L’évêque limite sa reconnaissance à la première voyante, Maria Esperanza et il ne se prononce pas sur les nombreux autres voyants. Ricardo ajoute que toutes les apparitions survenues à Betania (toutes les personnes ayant déclaré avoir eu une vision de la Vierge, en dehors de la première voyante), ne sont pas forcément authentiques. Il précise que certaines apparitions « se réduisent à une simple hallucination provoquée par l'attente, la suggestion, l'émotivité et, y compris, le déséquilibre psychologique ». Néanmoins, dans sa note pastorale concernant les apparitions il indique les principaux thèmes rapportés par différents voyants qui ont « reçu des paroles de la Vierge ». Parmi ces thèmes tous en droite ligne avec les enseignements de l’Église catholique, nous pouvons citer : la conversion, le renouvellement et l'approfondissement de la foi, l'implication apostolique, l'appel à l'oraison silencieuse, la fréquentation des sacrements, et le charité envers les plus pauvres.
L'évêque approuve également la construction d'une église dédiée à « Marie Réconciliatrice des Peuples », ainsi que d'un centre d'accueil et d'assistance aux pauvres. Il autorise également la venue de pèlerins, l'organisation de pèlerinages, et l'organisation de cultes sur le lieu des apparitions,.

### Le sanctuaire

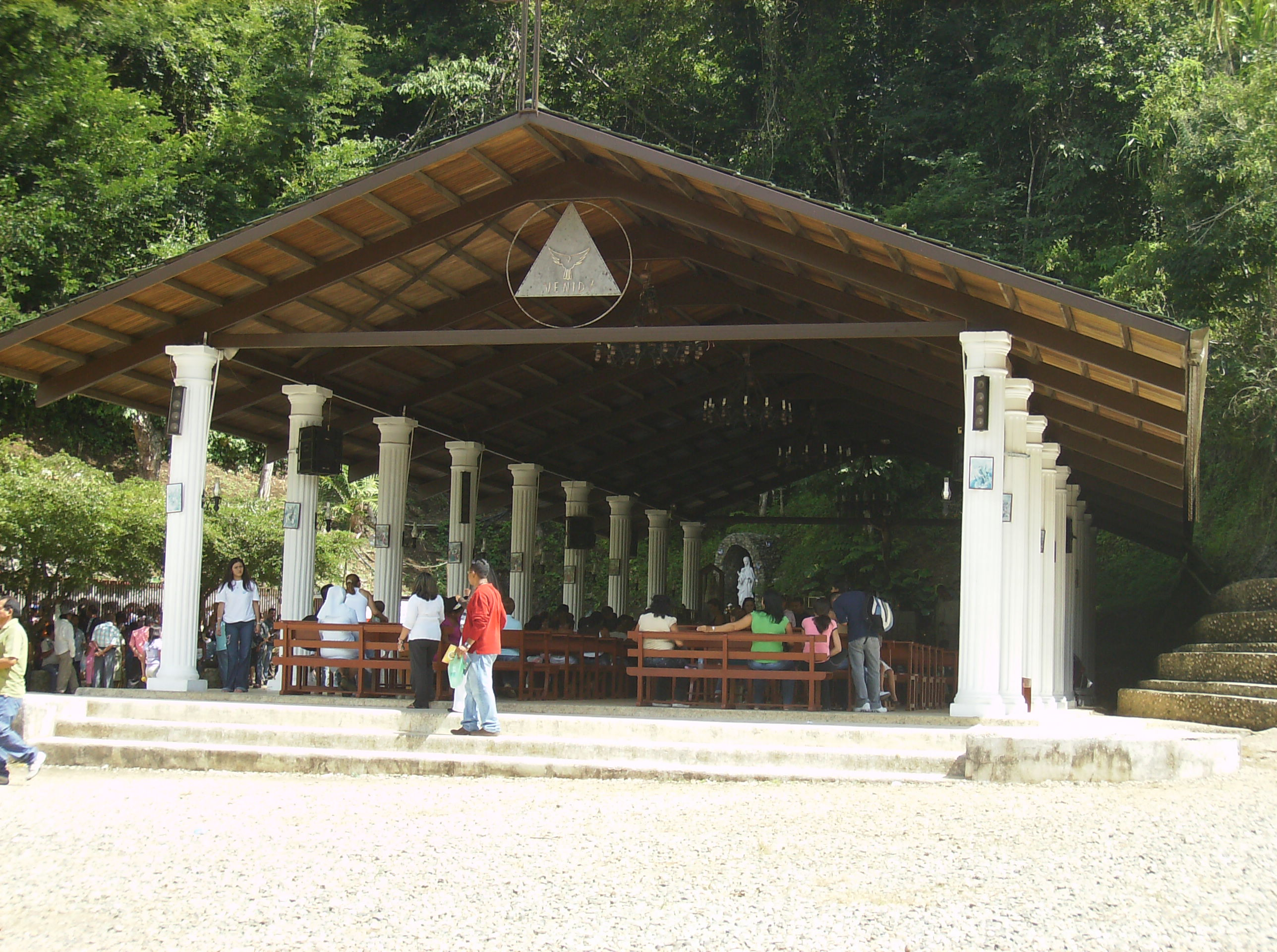
L'église du sanctuaire.

Ricardo autorise la construction d'une église dédiée à « Marie Réconciliatrice des Peuples », ainsi que d'un centre d'accueil et d'assistance aux pauvres. Pour ce faire, en 2009, les propriétaires font don de 4 ha de terrain au diocèse pour construire le lieu de culte,.
En 2009, l’Église vénézuélienne attribue le titre de « sanctuaire Marial Diocésain » à ce nouveau lieu de pèlerinage.

### La Fondation Betania
En 1979, Maria Esperanza et son mari créent la « Fondation Betania ». Cette fondation est un mouvement laïc destiné à évangéliser et développer la société et la vie familiale, tout en promouvant la justice sociale. Après la mort de la fondatrice en 2004, sa famille poursuit son œuvre.
En 2009, cette fondation se transforme en une « organisation privée de fidèles » ayant pour but de « transmettre le message d'amour de la Mère de Dieu », la spiritualité de Maria Esperanza à travers des conférences, des publications et des œuvres de miséricorde. Cette fondation s'étend à l'étranger, et gère aujourd'hui une vingtaine de centres partout dans le monde.
En 1981 une chorale est fondée. Elle compte plusieurs dizaines de membres. En plus d'animer la liturgie et les offices dans le sanctuaire, la chorale publie plusieurs CD de musique et réalise des tournées de chant autour du monde .

### Procès en béatification

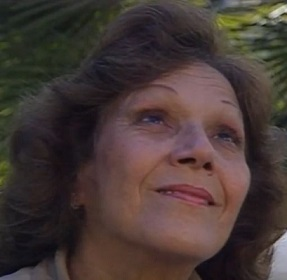
Maria Esperanza Medrano de Bianchini.

Le 31 janvier 2010, Paul Bootoski, du diocèse de Metuchen (en), ouvre le procès en béatification de la voyante Maria Esperanza. La cérémonie se déroule dans sa cathédrale de Metuchen, New Jersey, aux États-Unis.

## Message spirituel
D'après Ricardo, qui a reconnu les apparitions en 1987, les messages spirituels reçus par les différents voyants des apparitions, pourraient être synthétisés dans les thèmes suivants :
- la conversion pour passer du péché à une vie pleinement chrétienne
- le renouvellement de la foi comme une urgence pour le monde et les hommes qui nient Dieu et réfutent le surnaturel
- l'approfondissement de la foi par la lecture de la parole de Dieu et sa méditation
- l'implication apostolique comme conséquence de cette foi renouvelée, approfondie et vécue
- l'appel à l'oraison comme une communication avec Dieu
- la fréquence de la vie sacramentelle et surtout le sacrement de réconciliation et de l'Eucharistie
- la solidarité comme un appel à la charité, envers les plus pauvres, les plus nécessiteux, les marginaux, les malades. Une insistance sur le partage.